# La Vieille-Loye
La Vieille-Loye – miejscowość i gmina we Francji, w regionie Burgundia-Franche-Comté, w departamencie Jura.
Według danych na rok 1990 gminę zamieszkiwało 358 osób, a gęstość zaludnienia wynosiła 39 osób/km² (wśród 1786 gmin Franche-Comté La Vieille-Loye plasuje się na 407. miejscu pod względem liczby ludności, natomiast pod względem powierzchni na miejscu 484.).